# Bataille de Ballon
 (octobre 2024).
Batailles
- Messac (843)
- Blain (843)
- Ballon (845)
- Jengland (851)
- Brissarthe (866)
- Trans-la-Forêt (939)
- Conquereuil (992)

La bataille de Ballon opposa les troupes franques de Charles le Chauve aux Bretons de Nominoë, et fut remportée par ce dernier le 22 novembre 845.

## Prémices
En 840, par la mort de Louis le Pieux, Nominoë, missus dominicus pour la Bretagne depuis 832, se retrouve dans l'expectative devant la querelle qui déchire les héritiers de l'empereur. Après avoir balancé d'un parti à l'autre, il accepte enfin de prêter serment à Charles en janvier 841. Cependant il adopte une prudente neutralité lors de la bataille de Fontenoy-en-Puisaye.
Le comte Ricuin de Nantes étant tombé à Fontenoy, Lambert II de Nantes demande à reprendre la charge de son père Lambert Ier de Nantes qui avait été forcé de s'exiler pour son soutien à Lothaire Ier. Charles refuse, doutant de cet homme, et nomme à sa place Renaud d'Herbauges, qui s'est illustré dans la lutte contre les Scandinaves.
Les princes francs finissent par s'accorder en 843 et signer le traité de Verdun, la partie occidentale revenant à Charles le Chauve. La même année, devant la menace que fait naître l'alliance de Nominoë et du Franc Lambert II de Nantes, Renaud conduit son armée à la victoire lors de la bataille de Messac. Mais Renaud est tué peu de temps après à Blain. Lambert occupe brièvement Nantes, que Charles confie rapidement à Hervé, aîné de Renaud.
Nominoë poursuit ses incursions et on le voit appuyer Lambert II de Nantes en 844, où des troupes bretonnes contribuent à la défaite et à la mort d'Hervé. En campagne en Aquitaine, Charles ne peut réagir. Apprenant par ailleurs les difficultés que connaît le roi à Toulouse, Nominoë poursuit l'offensive et met le Maine à feu et à sang.
En 845, Charles conclut la paix avec Pépin II d'Aquitaine et se réconcilie avec Lambert II de Nantes. En novembre, il doit se rendre à Tours pour célébrer la Saint-Martin. Il se décommande à la dernière minute, ayant été averti qu'un parti de Bretons souhaite faire défection, pourvu qu'il vienne immédiatement à leur aide.

## Les forces en présence
Les effectifs des deux camps sont mal connus, mais l'ost royal n'étant plus au complet en novembre et vu le caractère improvisé de l'intervention, les Francs sont sans doute peu nombreux — peut-être 3 000 hommes (5 ou 6 comtés), sans doute moins. L'estimation est encore plus hasardeuse du côté des Bretons, dont l'armée semble à l'époque constituée d'une seule cavalerie légère, donc certainement encore bien moins nombreuse.

## La bataille
Nominoë attire le Roi au confluent marécageux de l'Oust et de l'Aff, non loin de l'abbaye de Ballon — d'où le nom de la bataille. Il s'agit d'une véritable chausse-trape, où les Bretons exploitent leur connaissance des marécages pour vaincre les Francs.
On dispose de peu de détails sur le déroulement de la bataille. En fait, la bataille de Jengland qui oppose Erispoë à Charles le Chauve le 22 août 851 est mieux documentée et le succès historiographique de la bataille de Ballon est largement imputable aux historiens bretons postérieurs jusqu'à Arthur de La Borderie. La documentation contemporaine sur le combat est très réduite :
Selon les Annales de Saint-Bertin :
« Charles ayant imprudemment attaqué la Bretagne de Gaule avec des forces limitées, les siens lâchent pied par un renversement de fortune (…) »
Selon les Premières Annales de Fontenelle :
« (…), les Francs étant entrés en Bretagne, engagèrent le combat avec les Bretons, le 22 novembre, aidés par la difficulté de lieux et les terrains marécageux, les Bretons se révélèrent les meilleurs. »
Deux lettres de Loup de Ferrières de fin novembre-début décembre indiquent enfin que la rumeur de la mort du roi a couru « dans ce désastre de la chose publique ».

## Les conséquences
Après qu'a circulé la rumeur de sa mort, Charles réapparaît dans le Maine. Il y reconstitue son armée, mais doit attendre après l'assemblée générale d'Épernay pour se diriger de nouveau vers la Bretagne, à la fin de l'été 846. Là, il conclut un traité assorti de serments avec Nominoë, accord dont le contenu exact nous est inconnu.
Malgré le climat de guerre froide qui perdurera et notamment les raids bretons menés par un certain Mangil dans le Bessin à la Noël de la même année, l'accord ne sera rompu qu'en 849.
Cette bataille, relativement mineure, est souvent confondue avec celle, plus décisive, de Jengland-Beslé, qui opposera Erispoë, successeur de Nominoë, à Charles en 851. Commise d'abord par A. de La Borderie dans sa célèbre Histoire de la Bretagne, l'erreur a été reprise maintes fois depuis.
Cependant, c'est de la bataille de Ballon que certains datent la naissance d'une Bretagne unifiée et indépendante, derrière un souverain unique, Nominoë.
La politique expansionniste de Nominoë, par la conquête des anciennes marches de Bretagne sera poursuivie par son fils Erispoë qui consolidera les frontières du royaume de Bretagne.